# Grignardova reakcija
Grignardova reakcija je organokovinska kemijska reakcija, v kateri alkilni ali arilni magnezijevi halogenidi (Grignardovi reagenti) delujejo kot nukleofili in napadejo elektrofilne ogljikove atome v polarnih kemijskih skupinah, na primer v karbonilni skupini. Hibridizacija orbital okrog reakcijskega centra se zato spremeni in v reakciji nastane nova vez ogljik-ogljik. Grignardova reakcija je zato zelo pomembno orodje za formiranje novih vezi ogljik-ogljik, pa tudi za formiranje vezi ogljik-fosfor, ogljik-kositer, ogljik-silicij, ogljik-bor in ogljik-heteroatom.
Reakcija je dobila ime po francoskemu kemiku in Nobelovemu nagrajencu Victorju Grignardu.
Grignardovo reakcijo v splošni obliki se lahko zapiše z naslednjo kemijsko enačbo:
Adicija na nukleofil je zaradi visoke vrednosti pKa alkilne komponente ireverzibilna  (pKa≈45). Grignardov reagent s splošno formulo R-MgBr ali Ar-MgBr reagira z elektrofilnimi kemijskimi spojinami. Reakcije niso ionske. Njegova pomanjkljivost je, da zelo hitro reagira s protičnimi topili, na primer z vodo, ali funkcionalnimi skupinami s kislimi protoni, na primer z alkoholi in amini. V laboratoriju lahko na potek reakcije vpliva celo zračna vlaga, zato se reakcijsko posodo pred reakcijo običajno temeljito posuši s plamenom plinskega gorilnika in zapre, da se prepreči kasnejši vdor vlage.  
V industrijskem merilu je Grignardova reakcija ključni korak na primer v sintezi zdravila Tamoksifen, ki se uporablja za zravljenje raka dojke:

## Reakcijski mehanizem
Adicija Grignardovega reagenta na karbonil poteka običajno preko prehodne spojine s šestčlenskim obročem:
V sterično oviranih Grignardovih reagentih se reakcija lahko nadaljuje s prenosom enega samega elektrona.
V reakcijah z Grignardovmi reagenti ne sme biti prisotna voda, ki povzroči hiter razpad reagenta. Večina reakcij zato poteka v brezvodnih topilih, na primer dietil etru ali tetrahidrofuranu (THF), ker kisikov atom v teh topilih stabilizira Grignardov reagent. Reagent lahko reagira tudi s kisikom iz zraka, tako da se kisikov atom vrine med ogljikovo osnovo in magnezijevo halogenidno skupino. Nezaželene stranske reakcije se lahko v veliki meri omeji tako, da se s parami hlapnega topila izpodrine zrak nad reakcijsko zmesjo. Še bolje je, da reakcija poteka v inertni atmosferi dušika ali argona. 

## Sinteza Grignardovih reagentov
Grignardovi reagenti so spojine, ki nastajajo v reakcijah med alkilnimi ali arilnimi halogenidi in kovinskim magnezijem.  Reakcija poteka tako, da se v suspenzijo magnezija v dietil etru ali tetrahidrofuranu dodaja organski halogenid. Topilo prispeva ligande, ki so potrebni za stabilizacijo organomagnezijeve spojine. Kisik in protična topila, na primer voda i alkoholi, niso zaželeni, ker reagirajo z Grignardovimi reagenti.  
Začetek reakcije je po navadi počasen, ker poteka na fazni meji med trdno snovjo in raztopino. Iniciaciji reakcije sledi obdobje indukcije, v katerem začne aktivirani magnezij reagirati z organskimi reagenti. Po indukciji postane reakcija zelo eksotemna. Najpogostejši organski reagenti so alkilni in arilni bromidi in jodidi. Uporabni so tudi kloridi, fluoridi pa so nereaktivni. Reagirajo samo s posebno aktiviranim magnezijem, na primer z Riekejevim magnezijem. 
Nekateri Grignardovi reagenti, na primer metilmagnezijev klorid, fenilmagnezijev bromid in alilmagnezijev bromid, so komercialni produkti, raztopljeni v tetrahidrofuranu ali dietil etru. 
Mnogi Grignardovi reagenti tvorijo zaradi Schlenkovega ravnotežja različno količino diorganomagnezijevih spojin:
2RMgX ↔ R2Mg + MgX2

### Iniciacija
Površina kovinskega magnezija je običajno prevlečena s pasivnim slojem magnezijevega oksida (MgO), ki ga je treba odstraniti, da pride kovina v stik z zelo reaktivnim organskim halogenidom. 
Za iniciranje Grignardove reakcije je več metod. Med mehanske metode spadajo drobljenje magnezija v sami reakcijski zmesi, ki poveča njegovo površino, intenzivno mešanje in uporaba ultrazvoka. Med kemijske metode spada aktiviranje magnezija z jodom, metil jodidom ali 1,2-dibromoetanom. Posebno uporaben je 1,2-dibromoetan, katerega delovanje se lahko opazuje z nastajanjem mehurčkov etena in daje neškodljive stranske produkte:
Mg + BrC2H4Br → C2H4 + MgBr2
Ugodno delujejo tudi majhne količine živosrebrovega(II) klorida, ki  amalgamira površino magnezija in poveča njegovo reaktivnost. Poraba magnezija za iniciacijo reakcije je neznatna.

## Reakcije

### Pripajanje
Grignardov reagent je lahko vključen tudi v reakcije pripajanja. Primer: nonilmagnezijev bromid v prisotnosti železovega(III) acetilacetonata reagira z aril kloridom, tako da nastane nonilbenzojeva kislina:
Dobri katalizatorji za pripajanje aril halogenidov na arilne Grignardove reagente je nikljev(II) klorid v tetrahidrofuranu (THF). Učinkovit katalizator za pripajanje alkil halogenidov je dilitijev tetrahidrokuprat (Li2CuCl4), pripravljen z mešanjem litijevega klorida (LiCl) in bakrovega(II) klorida (CuCl2) v THF. Pripajanje Kumada-Corriu omogoča sintezo stirenovih derivatov.

### Oksidacija
Oksidacija Grignardovega reagenta s kisikom poteče preko radikalskega vmesnega produkta v magnezijev hidroperoksid. S hidrolizo nastalega kompleksa nastane hidroperoksid, z redukcijo z dodatnim ekvivalentom Grignardovega reagenta pa alkohol.
{\displaystyle {\begin{array}{l}{\mathsf {R{-}MgX}}\quad +\quad {\mathsf {O2}}\quad \longrightarrow \quad {\color {Red}{\mathsf {R^{\bullet }+O_{2}^{\bullet {-}}}}}\quad +\quad {\mathsf {MgX^{+}}}\longrightarrow &{\mathsf {R{-}O{-}O{-}MgX}}&+\quad {\mathsf {H_{3}O^{+}}}&\longrightarrow \quad {\mathsf {R{-}O{-}O{-}H}}&+\quad {\mathsf {HO{-}MgX+H^{+}}}\\&\quad \ \ {\Bigg \downarrow }{\mathsf {R{-}MgX}}\\&{\mathsf {R{-}O{-}MgX}}&+\quad {\mathsf {H_{3}O^{+}}}&\longrightarrow \quad {\mathsf {R{-}O{-}H}}&+\quad {\mathsf {HO{-}MgX+H^{+}}}\end{array}}}
Če je pri oksidaciji Grignardovega reagenta s kisikom prisoten alken, nastane za etilen podaljšan alkohol.
Takšna modificirana oksidacija poteče samo z arilnimi ali vinilnimi Grignardovimi reagenti. V reakciji mora biti prisoten kisik, ker brez njega reakcija ne poteče. Edina slabost reakcije je, da zahteva najmanj dva ekvivalenta Grignardovega reagenta. Slabost se lahko delno obide z uporabo dvojnega Grignardovega sistema s cenenimi reagenti, na primer z n-butilmagnezijevim bromidom.

### Nukleofilna alifatska substitucija
V nukleofilnih alifatskih substitucijah, na primer z alkil halogenidi,  imajo Grignardovi reagenti vlogo nukleofila. Takšna substitucija  je ključna reakcija pri industrijski sintezi nesteroidnega protivnetnega zdravila Naproxena:

### Eliminacija
V Boordovi sintezi alkenov (olefinov) sproži dodatek magnezija k nekaterim β-halogenetrom eliminacijo halogena in skupine RO- in tvorbo alkena. Eliminacija je v nekaterih primerih nezaželena, ker omeji uporabnost Grignardovih reakcij. 

## Grignardova degradacija
Grignardova degradacija  je reakcija, ki se je nekoč uporabljala za ugotavljanje sestave spojin. V reakciji heteroaril bromida (HetBr) z magnezijem nastane Grignardov reagent RMgBr, ki reagira z vodo v HetH (brom se substituira z vodikom). Hidroliza omogoča ugotavljanje števila atomov halogena v organski spojini. Grignardova degradacija se v sodobni organski analizni kemiji uporablja za analiziranje nekaterih triacilglicerolov.

## Galerija
- V reakcijsko posodo se vsujejo lističi kovinskega magnezija.
- Nanje se nalije tetrahidrofuran. Reakcijski zmesi se doda majhen košček joda.
- Zmesi se med segravanjem doda raztopina alkil bromida.
- Ko je dodajanje končano, se zmes še nekaj časa segreva.
- Tvorba Grignardovega reagenta je končana. V reakcijski posodi je ostalo še nekaj nezreagiranega magnezija.
- Grignardov reagent se pred dodatkom karbonilne spojine ohladi na 0 °C. Raztopina postane motna, ker se del Grignardovega reagenta izloči.
- Raztopini Grignardovega reagenta se doda karbonilna spojina.
- Raztopina se segreje na sobno temperaturo. Reakcija je zaključena.